# Ptașkîne, Lenine
Ptașkîne (în ucraineană Пташкине) este un sat în comuna Mariivka din raionul Lenine, Republica Autonomă Crimeea, Ucraina.

## Demografie
Componența lingvistică a localității Ptașkîne
     Rusă (45,61%)
     Tătară crimeeană (31,58%)
     Ucraineană (21,05%)
     Română (1,75%)
Conform recensământului din 2001, nu exista o limbă vorbită de majoritatea populației, aceasta fiind compusă din vorbitori de rusă (45,61%), tătară crimeeană (31,58%), ucraineană (21,05%) și română (1,75%).